# Seznam indijskih pesnikov
Seznam indijskih pesnikov.

## A
- Agha Hasan Amanat
- Amaru
- Asvaghosa
- Šri Aurobindo

## B
- Mirza Abdul-Qader Bedil

## D
- Džibanananda Das

## E
- Nissim Ezekiel

## G
- Gulzar

## K
- Kabir
- Kalidasa
- Arun Kolatkar

## N
- Sarodžini Naidu

## P
- Džajšankar Prasad
- Amrita Pritam

## S
- Vikram Seth
- Surdas

## T
- Rabindranath Tagore
- Surjakant Tripathi 'Nirala'
- Tulsidas